# Glischrocaryon behrii
Glischrocaryon behrii là một loài thực vật có hoa trong họ Haloragaceae. Loài này được (Schltdl.) Orchard miêu tả khoa học đầu tiên năm 1970.